# Matt Barnes (giocatore di baseball)
Matthew David Barnes (Danbury, 17 giugno 1990) è un giocatore di baseball statunitense che gioca come lanciatore di rilievo.

## Carriera
Barnes fu selezionato nel draft 2011, al primo turno come 19ª scelta assoluta, dai Boston Red Sox. Debuttò nella MLB il 9 settembre 2014, al Fenway Park di Boston, contro i Baltimore Orioles.
Il 23 aprile 2017 fu espulso per la prima volta nella sua carriera in Major League, dopo essere stato accusato di aver tentato intenzionalmente di colpire il battitore dei Baltimore Orioles Manny Machado alla testa durante un lancio. Il giorno seguente gli venne inflitta una sospensione di 4 partite.
Il 31 gennaio 2023 è stato ceduto dai Red Sox ai Miami Marlins.

## Palmarès

### Club
- World Series: 1

Boston Red Sox: 2018

### Individuale
- MLB All-Star: 1

2021